# Драгомирецький Антін Григорович

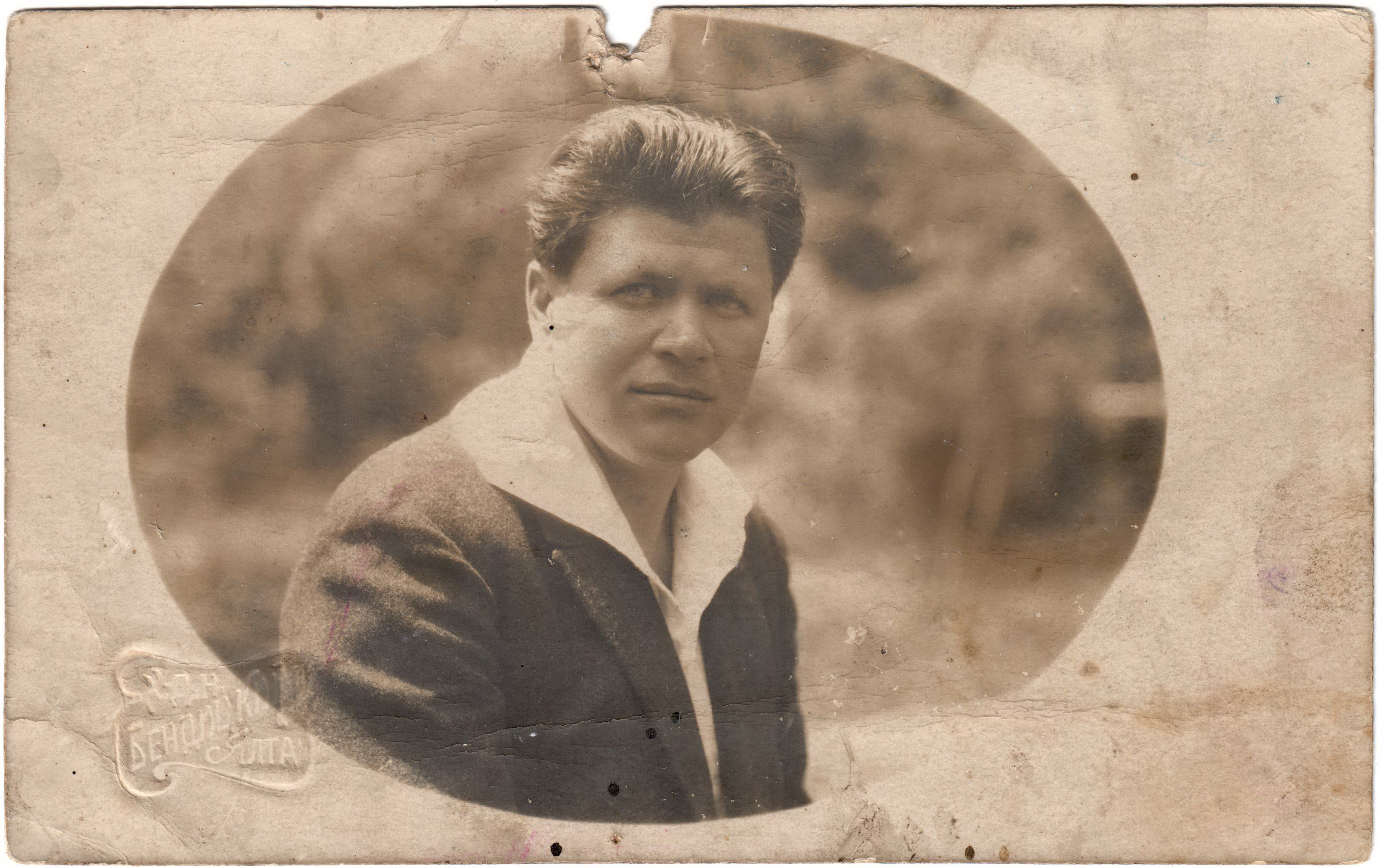
Драгомирецький Антін Григорович

Драгомире́цький Анті́н Григо́рович (* 1887 — † 16 січня 1938) — український політичний діяч, що народився в селі Зводіївка (нині —  Володимирівка) Сквирського повіту на Київщині.

## Життєпис
Член Української соціал-демократичної робітничої партії з 1906 року, діяч профспілкового руху, один із керівників Спілки деревообробників. За політичну діяльність у 1915 році засуджений до 5-річного ув'язнення.
Від 1917 очолював Український робітничий клуб і Київський комітет УСДРП. Член Української Центральної Ради й Малої ради від УСДРП, Всеукраїнської ради робітничих депутатів. Належав до лівого крила УСДРП, був серед засновників партії «незалежників».

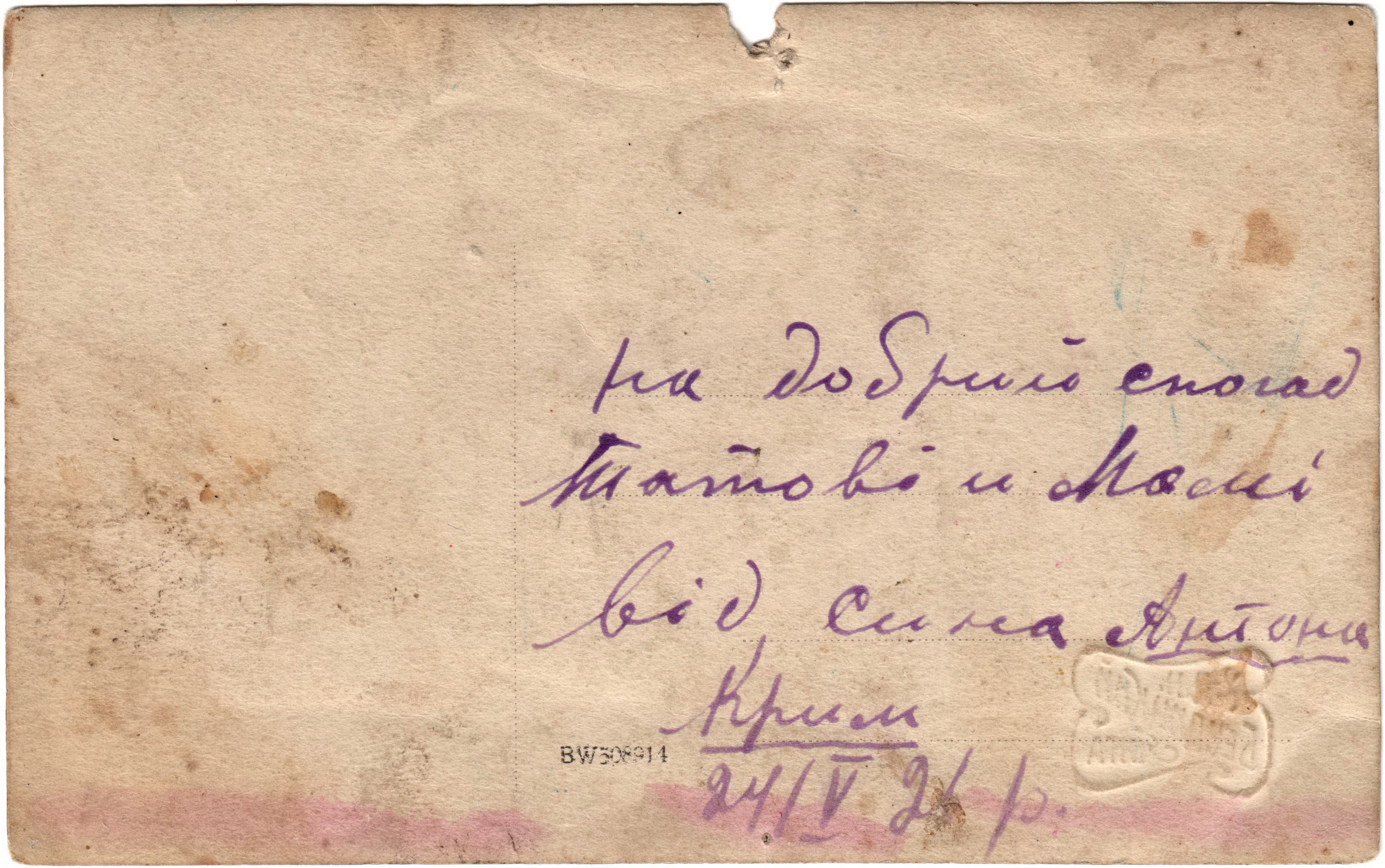
Драгомирецький Антін Григорович (особистий підпис) 24.05.1921

На установчому з'їзді Української комуністичної партії, що відбувався з 22 по 25 січня 1920 року обраний головою партії. Після розпуску УКП приєднався до КП(б)У. Від 1925 року — член правління Українського тресту сільськогосподарського будівництва.
У 1925 та 1926 роках — член ВУЦВК. Автор публікацій у «Вістях українських економістів».
У 1930-х роках, коли проживав у Харкові та працював на посаді інженера-технолога деревообробного підприємства, був репресований: 26 жовтня 1937 р. зазнав арешту. За вироком Трійки Київського управління НКВС Драгомирецького Антона Григоровича 31 грудня 1937 р. було засуджено до страти, а 16 січня 1938 року — вирок приведено у виконання.
Посмертно реабілітований 27 січня 1989 року.